# Kaukabán Fossae
Le Kaukabán Fossae sono una struttura geologica della superficie di Encelado.